# Costuleni (Iași)
Pour les articles homonymes, voir Costuleni.
Costuleni est une commune du județ de Iași en Roumanie.
Sa population était de 4 276 habitants  en 2011.